# 国際学生会議
国際学生会議（こくさいがくせいかいぎ、英：International Student Conference、略称：ISC）は、1954年に発足した日本に拠点を持つ学生会議である。8月末より9月初旬までの約一週間（本会議期間）、世界各国から日本に集まった学生が泊まり込みで現在の世界が抱える様々な問題について議論を重ねる。議論の成果として、学生ならではの視点からの解決策を最終的に一般公開の場において発表、社会に発信する。主催団体である日本国際学生協会(ISA)の理念の一つである「世界平和達成への貢献」を中心的理念とする。本会議期間はディスカッションのみならず、研修旅行、各国文化紹介、日本文化体験などから構成され、文化交流の面でも充実したプログラムとなっている。

## 公式ホームページ
- 国際学生会議ホームページ